# Эндиреевское княжество
Эндиреевское ханство (кум. Эндирей бийлик) — кумыкское государственное образование, созданное представителем кумыкской династии шамхалов Султан-Махмудом Эндиреевским в начале XVII веке.
С самого начала своего существования правители ханства начали претендовать на главенство среди кумыкских князей. В 1605 году Султан-Махмуд в союзе с шамхалом разгромил русское войско в Караманской битве. Эндиреевские владетели совершали походы в Кабарду, боролись против терских казаков и калмыков, вели самостоятельные дипломатические игры с Османской империей, Ираном и Русским Царством. При внуках Султан-Мута от Эндиреевского ханства выделяются Костековский и Аксаевский уделы, после чего Эндиреевское ханство значительно сузилось, хотя и продолжало сохранять приоритетное положение в Терско-Сулакском междуречье.
Во время Персидского похода Эндирей за сопротивление императору Петру I был сожжен, что привело к ослаблению княжества.
По сведениям середины XVIII в. Эндиреевское ханство принадлежало 4 княжеским родам (Казаналиповы, Хамзины, Чопановы и Чопан-Шамхаловы), а по сведениям начала XIX в. их было 5 (Алишевы, Темировы, Казаналиповы, Муртазали-Аджиевы, Айдемировы).
Упадок Крымского ханства из-за вторжения русских войск в Крым во время русско-турецкой войны 1735—1739 годов привёл к усилению влияния России на Кавказе.
В 1827 году Эндиреевское ханство было упразднено и вошло в состав Российской империи.

## Территория
Территория Эндиреевского ханства в XVI—XVII вв. охватывала земли Терско-Сулакакого междуречья с нижней частью Мичикича и Салатавского округа до горы Керхи, находящаяся на границе Гумбета. На востоке омывалось водами Каспия, а на западе граничило с Салатавским союзом сельских общин».

## История
В конце XVI в. Эндирей становится столицей крупного феодального образования, Эндиреевского бийлика, основателем и первым правителем которого стал Солтан-Махмут Тарковский, превративший город в культурный центр всего Северного Кавказа. В те годы здесь нашло приют немало кабардинских и балкарских князей и узденей, бежавших сюда от князей Идаровых-Черкасских. Среди них, например, князь Дударук Кануков, сыновья князя Янсоха Кайтукина Эльмурза и Урусхан, князь Алегуко, совершавший отсюда набеги на владения потомков Темрюка в Кабарде (там же), карачаево-балкарские аристократы Баммат-Аджи и Умар-Аджи.
В середине XVII в. Эндиреевское владение пережило период своего расцвета, в этот период ему подчинялись Салатавия, чеченские общества и князья Малой Кабарды.
15-17 мая 1638 г. в Эндирее произошло событие, не имеющее аналогов в истории Северного Кавказа. Между кумыкским шамхалом Айдемиром, сыном Солтан-Махмуда с одной стороны и послами
голштинского герцога Фридриха III Филиппом Крузенштерном и Отто Брюггеманом с другой, был заключён договор о долгосрочном экономическом сотрудничестве Кумыкии и Голштинии. Договор оформил секретарь посольства Адам Олеарий.
Эндирей считался большим городом, культурную традицию которого высоко оценивал посетивший его Эвлия Челеби. Он в частности применил к нему следующие эпитеты: «стольный город падишаха Дагестана», «город древний, средоточие мудрых, источник совершенств, обитель поэтов и умиротворённых», его учёные обладают мудростью арабов и великими знаниями". По его словам: «Искусные врачи и спускающие (дурную) кровь хирурги (здесь) несравненны». Титул правителя города «уллу-бей-хан» (с кумыкского — великий-князь-хан). Население города и его окрестностей, Челеби назвал «племенем кумык». Позади города им была отмечена «крепость Эндери». В бывшей столице шамхальства по сообщению Челеби было похоронено 47 шамхал-ханов, в частности Мутемадуддин и Такиуддин-Хан. Кроме этого он сообщил о находившихся здесь могилах «святых Аллаха великих Эль-Хаджи Джема, Хаджи Ясави-Султана, Хаджи-Абдуллы Ташкенди». Турок также отмечает, что в Эндирее имелось 27 мечетей, из них 7 джума-мечетей, 3 медресе, 7 начальных школ.
Поэт и хранитель старины Адиль-Герей Измаилов в своём историческом сочинении «Тарихи-Эндирей» писал: «Эндирей был крупным городом: один его предел находился в Чумлу, а другой край в местности Гуен-ар… Этот город называли вторым Стамбулом…»
В середине и второй половине XVII века город оказался передовым рубежом обороны от калмыкских нашествий. 4 января 1644 калмыкская армия безуспешно атаковала русскую Терскую крепость, в тот же день отошла от неё, переправилась через Терек на южную его сторону. Здесь калмыки двинулись на Брагуны, однако наткнувшись на кочевья мурзы Больших Ногаев Карасаина Иштерекова, напали на них и «погромили». Другие ногайские мурзы, Янмамет и Куденет, укрылись в Эндирее. Под Эндиреем отряд Даян-Ерки принял бой с ногайцами и эндиреевцами и «потравяся» (повоевав), отошел в междуречье Терека и Аксая. Около 20 января 1644 г. калмыки переправились на левый берег Терека и ушли в Поволжье.
В конце XVII в. между эндиреевскими и брагунскими князьями происходили междоусобицы, что привело к усилению их соперников в регионе, особенно гребенцев и чеченцев. Гребенцы поддерживали в усобице брагунских, а чеченцы эндиреевских князей. В итоге победу одержала эндиреевско-чеченская коалиция. Гребенцы были вытеснены на северный берег Терека, за речной рубеж, а по южному берегу стали расселяться подконтрольные Эндирею чеченские аулы. Брагунское владение же в очередной раз подпало под эгиду эндиреевского уллубия.
В XVIII веке ‒ начале XIX века в Эндери располагался один из крупнейших невольничьих рынков Северо-Восточного Кавказа. Рабы отсюда поставлялись в том числе в Персию и Турцию.
Эндиреевские владетели Айдемир Хамзин и Чопан-Шавкал доставляли немало хлопот царской администрации на Тереке. Так, в 1719 году они разорили немало казачьих поселений и угрожали самому Терскому городку. Астраханский губернатор Артемий Волынский в своем отчёте в Санкт-Петербург назвал их действия «открытой войной». Организовав карательную экспедицию, он вторгся в их владения во главе двух пехотных батальонов, трёх рот драгун и тысячи донских казаков. Одержав успех в паре стычек, он повернул назад и, отчитываясь царю о своём «триумфе», среди прочего прихвастнул, что для будущего завоевания Кумыкии и прочих земель хватит 10 пехотных батальонов и 4 кавалерийских полков. Царь поверил ему, и это доверие дорого затем обошлось его драгунам, большое число которых было убито под Эндиреем во время Каспийского похода. В их гибели Пётр обвинил Волынского, который оправдывался: «…город Эндери явился многолюднее, нежели я доносил». Губернатора от опалы спасло лишь заступничестве жены Петра Екатерины, а также тот факт, что всё же, отправив подмогу своим войскам на эндиреевском фронте, вскоре «государь (Пётр I) получил от генерала Ветерани приятное известие, что тот изрубил корпус из 6 тысяч человек провинции Андреева (Эндирей), сжег их главный город (Эндирей), опустошил целую провинцию (ныне Хасав-Юртовский, Казбековский, Новолакский районы Дагестана). Всех жителей, которых он мог взять, старого и молодого, обоих полов, в числе многих тысяч, он отправил в Астрахань под прикрытием 5 тысяч казаков и 15 тысяч калмыков…».
Имеются так же данные об этом событии, составленной участником сражения при Эндирее. Эндиреевцы (кумыки) упомянуты первыми и естественно составляли большинство в армии:

"Когда Ветерани следовал ещё прямым путем от г. Терки к р. Койсу и сближаясь к Эндери вошел в ущелье, то, 23 июля вдруг, нечаянно, с высоких мест, из лесу, встретили его неприятели, коих было от 5 до 6 т. Эндерийцов и Чеченцов, стрелами и пулями, так жестоко, что несколько из российских войск было побито. Ветерани, вместо того, чтоб вдруг устремиться на деревню, долго медлил в ущелье и думал противиться неприятелю, у коего вся сила была скрыта". 
После заключения Гюлистанского мира (1813 г.) в Северную Кумыкию были введены царские войска. В 1819 году для контроля над жителями Эндирея по приказу А. П. Ермолова на левом берегу реки Акташ была построена крепость Внезапная. 25 февраля 1826 г. в Эндирее произошло сильное землетрясение, нанёсшее серьёзные повреждения жилым домам и Внезапной. Землетрясение повторилось в 1830 г. При этом разрушилось 100 домов.

## Список правителей
- Султан-Махмуд (упом. с 1580) — родоначальник эндиреевских князей[23].
- Казаналп ибн Султан-Махмуд (1640-е по 1666).